# Großkarolinenfeld
Großkarolinenfeld là một đô thị ở huyện Rosenheim bang Bayern thuộc nước Đức.